# Catasetum guianense
Catasetum guianense là một loài thực vật có hoa trong họ Lan. Loài này được G.A.Romero & Jenny mô tả khoa học đầu tiên năm 1992.